# Daniel Pope Cook
Daniel Pope Cook (* 1794 im Scott County, Kentucky; † 16. Oktober 1827 ebenda) war ein US-amerikanischer Politiker. Zwischen 1819 und 1827 vertrat er den Bundesstaat Illinois im US-Repräsentantenhaus.

## Werdegang
Daniel Cook war der Neffe des Kongressabgeordneten Nathaniel Pope (1784–1850) und Schwiegersohn von Ninian Edwards (1775–1833), der US-Senator für Illinois und Gouverneur dieses Staates war. Er besuchte die öffentlichen Schulen seiner Heimat. Nach einem anschließenden Jurastudium und seiner Zulassung als Rechtsanwalt begann er ab 1815 in Kaskaskia im Illinois-Territorium in diesem Beruf zu arbeiten. Außerdem engagierte er sich in der Zeitungsbranche. Im Jahr 1816 war er Finanzrevisor in seinem Territorium (Auditor of Public Accounts). Danach war er für einige Zeit als Richter tätig. Nach der Gründung des Staates Illinois wurde Cook dessen erster Attorney General. Dieses Amt übte er zwischen März und Oktober 1819 aus. Politisch war er Mitglied der Demokratisch-Republikanischen Partei.
Bei den Kongresswahlen des Jahres 1818 wurde Cook im staatsweiten Wahlbezirk von Illinois in das US-Repräsentantenhaus in Washington, D.C. gewählt, wo er am 4. März 1819 die Nachfolge von John McLean antrat. Nach drei Wiederwahlen konnte er bis zum 3. März 1827 vier Legislaturperioden im Kongress absolvieren. Dort war er zeitweise Mitglied im Ausschuss für öffentlichen Grundbesitz und im Committee on Ways and Means. In den 1820er Jahren wurde Cook ein Anhänger der Fraktion um Präsident John Quincy Adams, den er auch bei der vom Kongress entschiedenen Präsidentschaftswahl von 1824 unterstützte. Im Repräsentantenhaus gelang es ihm, das Land für den Bau des Illinois and Michigan Canal zu erwerben.
Im Jahr 1826 wurde Daniel Cook nicht wiedergewählt. Er litt schon immer unter seiner schlechten Gesundheit und starb am 16. Oktober 1827 in Kentucky. Das Cook County in Illinois, zu dem auch große Teile der Stadt Chicago gehören, wurde nach ihm benannt.